# Командування через цільові завдання
Кома́ндування че́рез цільові́ бойові́ завдання́ (англ. mission command), також відоме як тактика цільового типу — це стиль військового командування, який походить від започаткованої Пруссією тактичної доктрини цільового типу, що поєднує централізований намір із принципом субсидіарності у децентралізованому виконанні та сприяє свободі та швидкості дій, а також ініціативі в рамках визначених обмежень. Підлеглим доносять наміри командира, їх цільові бойові завдання та контекст цих цільових завдань, повідомляють, якої мети вони мають досягти та підставу, з якої її потрібно досягти. Потім підлеглі самі вирішують у межах делегованої їм свободи дій, як найкраще досягти своїх цілей. Накази спрямовуються на донесення намірів, заходів управління та цілей і дають підлеглим командирам більшу свободу дій. Командування через цільові завдання тісно пов'язане з концепцією розширення повноважень на робочому місці в цивільному менеджменті. Його підтримують, але не завжди використовують військовики Сполучених Штатів, Канади, Нідерландів, Австралії та Великобританії. З 2014 року командування через цільові завдання впроваджується в Україні. Командування через цільові завдання сумісне з сучасними військовими мережево-центричними концепціями та менш централізованими підходами до управління військами загалом.

## Історія
Виходячи з концепції наполеонівського корпусу, армії, що ставали все більшими, запобігали руху військ суцільним блоком. Очікувалося, що командири, які часто були розділені кілометрами, спілкуючись за допомогою кінних депеш, будуть маневрувати узгоджено один з одним. Починаючи вже з 1807. року, прусське верховне командування почало наголошувати на філософії бою, яку Мольтке пізніше опише так:
Сприятлива ситуація ніколи не буде використана, якщо командири чекають наказів. Найвищий командир і наймолодший солдат повинні усвідомлювати той факт, що недоглянути та нічого не зробити гірше, аніж вдатися до неправильних прийомів
Безперервне зосередження на тактичній ініціативі на найнижчих рівнях розвинулося в німецькій армії під час Першої світової війни та стало формально називатися Auftragstaktik під час Другої світової війни. Попри виняткові досягнення Вермахту на тактичному рівні, командування через цільові завдання не приймалося командуванням НАТО до 1970-х років.
Розпад колишньої Югославії в 1990-х роках запотребував залучити контингенти збройних сил кількох країн до ООН для двох стабілізаційних військових сил (ІФОР і СФОР). Одним з них був NORDBAT 2, що складався з посиленого шведсько-датсько-норвезького механізованого батальйону у складі Охоронних сил ООН (UNPROFOR). Піхота була зі шведських добровольців, танки — данської роти «Леопард» вертолітний загін був з Норвегії, і все це під шведським командуванням. Шведські командири, які походили з країни, що не стикалася з війною майже 200 років, зіткнулися з пасивною бюрократією ООН, нечітким мандатом і суперечливими правилами ведення бойових дій, нав'язаними ООН. Як і можна було очікувати, шведи звернулися до своєї культури командування через цільові завдання, що зросла та розвинулася протягом десятиліть у підготовці до очікуваних вторгнень. Командування через цільові завдання виявилося примножувачем сил і дієвою стратегічною перевагою. Зіткнувшись з етичними та практичними викликами щодо своїх чітких наказів по захисту цивільного населення, командири зрозуміли, що у них немає іншого вибору, як нехтувати тими наказами, які суперечили меті завдання. Командування через цільові завдання давало дозвіл кожному командному рівню самостійно тлумачити, котрі накази можна не виконувати, і які правила можна порушувати, аби лиш досягалися поставлені цілі.

## Сучасне використання

### Принципи
- Створіть згуртовану команду через взаємну довіру
- Напрацюйте спільне розуміння
- Донесіть чіткий намір командування
- Виявляйте дисципліновану ініціативу
- Віддавайте накази у вигляді цільових завдань
- Компетентність
- Прийняття ризику[14].